# Grup d'Exèrcits de la Regió Oriental
El Grup d'Exèrcits de la Regió Oriental (abreujat com GERO) va ser una formació militar de l'Exèrcit Popular de la República que va existir durant la Guerra Civil espanyola. Va ser creat el 2 de juny de 1938 com a resposta a la divisió en dues del territori republicà, ja que en la zona centro-sud també va aparèixer una altra formació: el GERC, sota el comandament de Miaja.
El GERO estava sota el comandament suprem del General Juan Hernández Saravia i es trobava integrat pels Exèrcits de l'Est i Ebre. Totes dues formacions van mantenir una sèrie d'acarnissats combats (les Batalles del Ebre i el Segre) durant mesos i van aconseguir mantenir les seves línies defensives, deixant a Catalunya lliure de tropes franquistes. La prova final vi amb la Ofensiva franquista sobre Catalunya el 23 de desembre, perquè si bé les tropes del GERO van aconseguir resistir l'embat durant prop de dues setmanes, a partir de llavors van iniciar una retirada que no es va detenir fins a aconseguir la frontera franco-espanyola.

## Historial operatiu

### Orígens
Després de la Ofensiva franquista d'Aragó en la primavera de 1938, Catalunya havia quedat aïllada de la zona centro republicana i els exèrcits republicans de l'antic Front d'Aragó es trobaven completament desorganitzats. Per això, el president del govern Juan Negrín va demanar al cap de Estat Major de Exèrcit Republicà, Vicente Rojo la reorganització de les forces republicanes. En el territori català va ser reorganitzat un nou Exèrcit de l'Est a càrrec de la línia defensiva del riu Segre, i es va crear un altre a càrrec del sector sud, l'Exèrcit de l'Ebre. No obstant això, degut la divisió del territori republicà Rojo va veure la necessitat de crear dos Grups d'Exèrcits perquè es coordinessin totes les accions de cada zona.
El 2 de juny va ser oficialment creat el nou Grup d'Exèrcits de la Regió Oriental, o GERO, que aglutinava als dos exèrcits republicans de Catalunya (el del Aquest i el del Ebre, i que era el responsable de la defensa de tot el territori català que es mantenia fidel a la República. Va quedar al comandament del Grup d'Exèrcits el prestigiós militar Juan Hernández Saravia, que ja havia manat els Exèrcits del Sud i de Llevant.

### Batalles defensives
Des del mateix moment de la seva creació, per al Grup d'Exèrcits existeix al front del Segre una constant lluita defensiva al llarg de quilòmetres de posicions i fortificacions. Durant bona part de 1938 al llarg del Segre hi haurà nombrosos atacs, contraatacs i cops de mà per part de tots dos bàndols. Un bon nombre de recursos bèl·lics degueren ser destinats a aquest front, que eren absorbits per les tropes de l'Exèrcit de l'Est. Els republicans van aconseguir mantenir aquesta línia defensiva fins a principis de gener de 1939, quan va ser impossible continuar mantenint la resistència en el Segre.
D'altra banda, els comandaments de l'Exèrcit Popular de la República tenien previst realitzar una operació que els portés a connectar les dues zones recentment dividides. Així doncs, el 25 de juliol els republicans van travessar el cabalós riu reeixidament, donant així començament a la batalla de l'Ebre. Després d'establir caps de pont, van avançar fins als afores de Gandesa i Vilalba dels Arcs, on després d'alguns dies d'intenses lluites la temptativa republicana es va detenir. Així doncs, l'operació republicana va fracassar però l'Exèrcit de l'Ebre va mantenir una llarga lluita defensiva durant 4 mesos més, amb greus baixes per a tots dos contendents.

### Campanya de Catalunya
Després de la batalla de l'Ebre, les tropes franquistes havien desgastat greument als exèrcits republicans acantonats a Catalunya, qui van veure reduïda la seva capacitat operativa per la pèrdua de material de guerra i les baixes en combat de soldats veterans. Si bé l'Estat major de l'Exèrcit Popular Republicà conservava intacta l'estructura del Grup d'Exèrcits de la Regió Oriental (que seguia al comandament del general Juan Hernández Saravia), la major part d'aquestes tropes eren reclutes inexperts.A aquest factor s'unia la mala situació estratègica de la mateixa regió, envoltada pel Mediterrani i per la zona sota control franquista, encara que conservava la frontera amb França al seu extrem nord. En aquell moment, el GERO comptava amb uns 300.000 homes, 360 peces d'artilleria i uns 200 tancs i carros blindats.
Quan el 23 de desembre de 1938 va ser llançada l'ofensiva franquista a Catalunya en Barcelona es va pensar que es tractava d'una atac de poca envergadura, però els atacs franquistes van obrir nombroses bretxes al front de l'Exèrcit de l'Est i van ocasionar la desbandada d'algunes unitats republicanes. Per a evitar una penetració massiva d'atacants, es va enviar al V Cos d'Exèrcit sota el comandament d'Enrique Líster, militar de provada confiança. Líster va aconseguir contenir l'ofensiva durant 12 dies, evitant que les tropes franquistes penetressin massivament per l'àrea de confluència dels rius Ebre i Segre. La lluita va ser particularment intensa en aquests crucials dies. En el sector de l'Ebre, una crescuda del cabal del riu va impedir momentàniament que les tropes marroquines del general Juan Yagüe el travessessin i, d'aquesta manera, que s'ataqués el sector sud de les defenses republicanes. L'atac franquista va quedar estancat fins al dia 3 de gener de 1939, quan un atac dels tancs italians va forçar una retirada republicana en un sector del Segre; Aquest mateix dia i diversos quilòmetres més al sud, les divisions marroquines de Yagüe van aconseguir creuar l'Ebre i establir diversos caps de pont. A mitjan gener, es va fer evident que les unitats republicanes no podrien frenar el devessall de les tropes franquistes i van haver d'emprendre la retirada cap al nord. A hores d'ara, existia un gran desconcert dins de les unitats republicanes: Hernández Saravia va informar al President de la República, Manuel Azaña, que les seves tropes només comptaven amb 17.000 fusells. En realitat la xifra era molt més elevada, encara que és un bon exemple del caos organitzatiu que regnava en els moments de la caiguda de Catalunya.
Després de la caiguda de Barcelona, Saravia va ser destituït del seu càrrec el 27 de gener de 1939, oficialment per "derrotisme", encara que en realitat els motius van ser més les diferències entre ell i el Cap d'Estat Major central, Vicent Rojo, i el President del Consell de Ministres, Juan Negrín. En realitat, la discussió va venir perquè Saravia pretenia destituir Modesto del comandament de l'Exèrcit de l'Ebre i lliurar-l'ho a Juan Perea, comandant de l'Exèrcit de l'Est. El comandament li va ser lliurat a Enrique Jurado Barrio, però aquest no es trobava en condicions d'organitzar cap línia defensiva amb tot l'Exèrcit republicà en retirada, per la qual cosa es va limitar a evacuar a les seves tropes de la millor forma possible. En els primers dies de febrer les unitats republicanes van acabar de creuar la frontera franco-espanyola i per al 10 de febrer, quan les forces franquistes van aconseguir els llocs fronterers, el GERO havia desaparegut.

## Ordre de Batalla

### Juliol de 1938
| Cos d'Exèrcit dependent      | Divisions integrades | Sector            |
| Exèrcit de l'Est             |                      |                   |
| X Cos d'Exèrcit              | 30a, 31a, 34a        | Balaguer-Segre    |
| XI Cos d'Exèrcit             | 26a, 32a, 55a        | Noguera Pallaresa |
| XVIII Cos d'Exèrcit          | 27a, 60a, 72a        | Reserva General   |
| Exèrcit de l'Ebre            |                      |                   |
| V Cos d'Exèrcit              | 11a, 46a, 45a        | Sota Ebre         |
| XII Cos d'Exèrcit            | 16a, 44a, 56a        | Reserva General   |
| XV Cos d'Exèrcit             | 3a, 35a, 42a         | Sota Ebre         |
| Reserva estratègica del GERO |                      |                   |
| XXIV Cos d'Exèrcit           | 43a, 62a             | Reserva General   |

### Desembre de 1938
| Cos d'Exèrcit dependent | Divisions integrades | Sector            |
| Exèrcit de l'Est        |                      |                   |
| X Cos d'Exèrcit         | 30a, 31a, 34a        | Reserva General   |
| XI Cos d'Exèrcit        | 26a, 32a, 55a        | Noguera Pallaresa |
| XVIII Cos d'Exèrcit     | 27a, 60a, 72a        | Balaguer          |
| Exèrcit de l'Ebre       |                      |                   |
| V Cos d'Exèrcit         | 11a, 46a, 45a        | Reserva General   |
| XII Cos d'Exèrcit       | 16a, 44a, 56a        | Seròs-Lleida      |
| XV Cos d'Exèrcit        | 3a, 35a, 42a         | Reserva General   |
| XXIV Cos d'Exèrcit      | 24a, 43a, 62a        | Sota Ebre         |

## Comandaments
Comandant en cap
- general de brigada d'artilleria Juan Hernández Saravia (1938-1939).[16]
- General de brigada Enrique Jurado Barrio (1939).[17]

Comissari
- Ángel González-Gil Roldán, de la CNT.[17]

Cap d'Estat Major
- tinent coronel d'Estat Major Aurelio Matilla Jimeno.[17]

2.° cap d'Estat Major: tinent coronel José Coello de Portugal Maisonnave.
Comandant general d'Artilleria
- tinent coronel d'artilleria Carles Botet i Vehí.

Comandant general d'Enginyers
- tinent coronel d'enginyers Fernández Llerena.

Intendència
- tinent coronel d'Intendència Fernando Sabio Dutoit.

Transports
- tinent coronel d'artilleria Julio Álvarez Cerón.

Transmissions
- tinent coronel d'enginyers Rafael Rodríguez Seijas.

Defensa Contra Aeronaus
- tinent coronel d'artilleria José Álvarez Cerón.